# École pour l'informatique et les techniques avancées
L'École pour l'informatique et les techniques avancées (EPITA), és una Grande école d'enginyeria de França fundada en 1984. Està situada a Le Kremlin-Bicêtre, França: Campus Groupe Ionis.
L'EPITA és un establiment públic d'ensenyament superior i recerca tècnica.
L'Escola lliura 
- el diploma d'enginyer d'EPITA (Màster Ingénieur EPITA)
- el diploma Màster recerca
- Executive MBA
- MOOC.

## Admissió i escolaritat
L'ingrés a l'EPITA s'efectua per 
- concurs Advance (estudiants francesos)[2]
- programa europeu ERASMUS (estudiants Europe).

## Laboratoris d'investigació
- Laboratori d'Investigació i Desenvolupament
- Institut d'Innovació Informàtica
- Laboratori de seguretat i sistemes